# Tolnanémedi
Tolnanémedi is een plaats (község) en gemeente in het Hongaarse comitaat Tolna. Tolnanémedi telt 1263 inwoners (2001).